# بردية 12

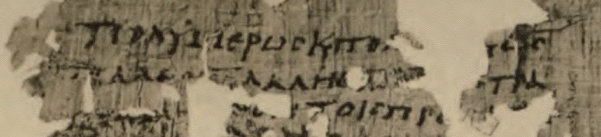

البردية 12 (في ترقيم غريغوري-ألاند لمخطوطات العهد الجديد)، α 1033 (في ترقيم فون سودن لمخطوطات العهد الجديد)، والمعروفة بالرمز {\displaystyle {\mathfrak {P}}}12، هي نسخة مبكرة من العهد الجديد مكتوبة باللغة اليونانية. تُعد مخطوطة بردية لرسالة العبرانيين، ولكنها تحتوي فقط على الآية الأولى من الإصحاح الأول (1:1). استنادًا إلى دراسة أنماط الكتابة (علم الخطوط القديمة)، تم تحديد تاريخها حوالي عام 285. قد تكون عبارة عن تمرين للكتابة أو تميمة.
== الوصف == 

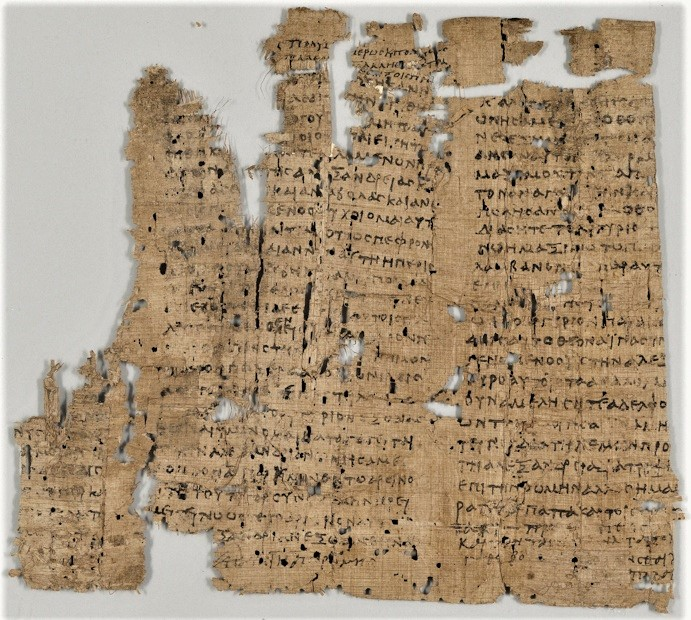
صفحة كاملة.

تمت كتابة الآية في الجزء العلوي من العمود الثاني بواسطة كاتب آخر (من المحتمل أنه كاتب لاحق) على ثلاثة أسطر. وقد كُتبت بخط أنسي صغير. على الجهة الخلفية من المخطوطة، كتب كاتب آخر نص تكوين 1:1-5 وفقًا لنص السبعينية.
النص : πολυμερως κ πολυ[τρο]πως
```
: παλε ο θς λαλήσ[α]ς το[ις π]ατρα
: σ[ι] ημ[ω]ν εν τοις προ[φηταις]
[
2
]
```

يتضمن النص خطأً في التصويت الإملائي (παλε بدلًا من παλαι)، وتم تقليص الأسماء المقدسة (ΘΣ).
النص اليوناني لهذا الجزء الصغير من العبرانيين يُعد ممثلًا محتملًا لنوع النص النص الإسكندري، لكن النص قصير جدًا لتحديد ذلك بدقة. وضعه ألاند ضمن الفئة الأولى في نظام تصنيف مخطوطات العهد الجديد.
يدعم المخطوط القراءة النصية ημων كما هو الحال في الكوديكات {\displaystyle {\mathfrak {P}}}46c a t v vgmss syrp.NA26, p. 563.
== التاريخ == اكتُشفت المخطوطة عام 1897 بواسطة غرينفل وهانت.
توجد حاليًا في مكتبة ومتحف مورغان (Pap. Gr. 3; P. Amherst 3b) في مدينة نيويورك."Handschriftenliste". Münster: Institute for New Testament Textual Research. مؤرشف من الأصل في 2012-03-28. اطلع عليه بتاريخ 2012-08-23.INTF. "Papirus 12 (GA)". Liste Handschriften. Münster Institute. مؤرشف من الأصل في 2012-03-28. اطلع عليه بتاريخ 2012-02-29.

## قراءات إضافية
B. P. Grenfell وA. S. Hunt، The Amherst Papyri I، (لندن 1900)، ص. 30–31. (P. Amherst 3 b).
Gregory، Caspar René (1908). Die griechischen Handschriften des Neuen Testament. Leipzig: J.C. Hinrichs’sche Buchhandlung. ص. 47.

## روابط خارجية
صور رقمية للمخطوطة على الموقع الإلكتروني لمكتبة ومتحف مورغان. 